# Sint-Lambertuskerk (Helmond)
De Sint-Lambertuskerk in Helmond is een kerk in neogotische stijl, gebouwd in de periode 1856-1861 ter vervanging van de middeleeuwse kerk op dezelfde plaats.
De kerk, een driebeukige kruisbasiliek, werd ontworpen door architect Theo Molkenboer. De middeleeuwse toren van de voorganger bleef behouden maar kreeg een nieuwe buitenlaag met neogotische details en een nieuw achtzijdig bovendeel. De kerk herbergt het bekende Robustelly orgel. Vanaf 1976 is Jan van de Laar organist van de Sint-Lambertuskerk.
De directe omgeving van de Lambertuskerk is grondig opgeknapt en er is een intiem hofje, de Lambertushof.